# Küsse, die töten (1916)
Küsse, die töten ist der Titel eines stummen deutschen Sittendramas, das Robert Reinert 1915 nach einem eigenen Manuskript mit Leo Peukert für die Deutsche Bioscop GmbH (Berlin) inszenierte. Die weiblichen Hauptrollen hatten Maria Carmi und Thea Sandten.
Der Film kam auch mit dem Titel Mordende Lippen in den Verleih.

## Handlung
Eine Frau, der ihr Ehemann untreu ist, ist gekränkt und wünscht sich, dass ihre Küsse töten könnten. Der Wunsch geht in Erfüllung. Als dadurch aber nicht nur ihr Mann, sondern auch ihre Kinder sterben, bereut sie ihren Wunsch bitter und geht in ein Kloster.

## Produktionsnotizen
Der Film war die Produktion Nr. 1582 der Deutschen Bioscop, vormals Greenbaum, GmbH Berlin und wurde von Alfons Brümmer photographiert.
Die Polizei Berlin, der er im Februar 1916 zur Zensurierung vorlag, sprach unter der Prüf-Nr. 38989 ein Jugendverbot aus.
Der Film wurde am 10. März 1916 in Berlin im Kino Mozartsaal aufgeführt.
In Ungarn lief er ab 7. Februar 1926 unter dem landessprachlichen Titel Gyilkos csókok (dt.: Mordküsse).
Die Fachzeitschrift Kinema Nr. 35 gab auf S. 22 in ihrer Rubrik „Die neuen Films“ bekannt, welche bei der „Kunstfilms (Zürich), Direktor M. Stoehr“ zu leihen waren:
„Herr Stoehr bringt auch ferner eine Serie erstklassiger Maria Carmi-Films, wie zum Beispiel Die rätselhafte Frau, die Tragödie eines schuldlosen Weibes, Das Wunder der Madonna, ein Vierakter von Graf Alfred Hessenstein, und Küsse die töten, ein phantastisches Drama in 4 Abteilungen von Robert Reinert; es sind dies alles Zugpiècen ersten Ranges.“
Die Zürcher Verleihanstalt „Kunst-Films M. Stoehr“ inserierte in der Kinema Nr. 47 auf S. 36 „Küsse, die töten, phantastisches Drama mit Maria Carmi als trauernde Gattin und Mutter“ sowie zwei weitere Filme mit der Künstlerin, "„pinolas letztes Gesicht, in 5 Akten mit Maria Carmi in der Hauptrolle“ und „Geheimnisvolle Strahlen, phänomenales Drama. Ein hochinteressantes Experiment in 4 Akten mit Maria Carmi.“

## Rezeption
Der Film wird erwähnt in
- Filmwoche No. 138, 1915
- Der Film No. 8, 1916
- Lichtbildbühne No. 10, 1916
- Ott:[5] Dresdener Anzeigen, 14.03.1916
- Kinema/Zürich No. 28, 1917

und ist registriert bei
- Verbotene Kinematographenbilder No. 26, 1916, S. 20.
- Birett, Verzeichnis in Deutschland gelaufener Filme, (München) No. 361, 1916 und (München) No. 361, 1916

## Aufführung
Am 14. März 1916 lief Küsse, die töten in den M.S. Lichtspielen (Meinholds Säle) in Dresden, Moritzstraße 10.
In Neumarkt in der Oberpfalz zeigte das Drei-Mohren-Kino
laut einer Anzeige im Neumarkter Tagblatt Nr. 220 vom 25.09.1917 am 24./25. September 1917 den Film „Küsse, die töten, Drama in 4 Akten; Hauptrolle Maria Carmi.“ Hier wird als Autor jedoch „W. Schmidthäßler“ angegeben.
- Weiterwirken

Der Aufklärungs-Spielfilm des Genfer Filmemachers Jean Choux Le baiser qui tue (Frankreich 1927), der vor der Ansteckung mit Geschlechtskrankheiten warnen wollte, lief in Österreich korrekt übersetzt als Küsse, die töten, während er im Deutschen Reich den Titel Verheimlichte Sünden bekam.
Einen Tonfilm Küsse, die töten, der ebenfalls der Aufklärung und Abschreckung dienen sollte, drehte 1958 Peter Jacob nach einem Drehbuch von August Detleff. Das Melodram gab vor, „Mädchen und junge Frauen davor warnen zu wollen, von halbseidenen Vertretern des großstädtischen Amüsiermilieus verführt und als Barmädchen in den „Sumpf der Unmoral“ herabgezogen zu werden.“ Das Lexikon des Internationalen Films bewertete den Film als „primitiv und spekulativ inszeniert.“